# Yamashita Yoshitsugu

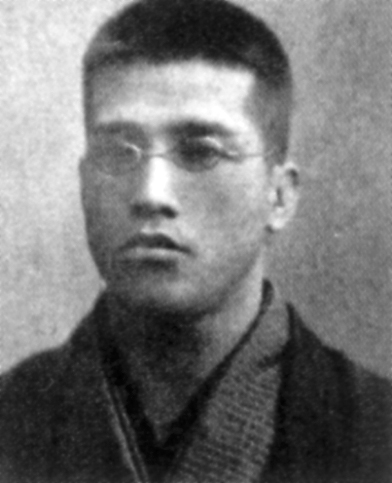
Yamashita Yoshitsugu

Yamashita Yoshitsugu còn được gọi là Yamashita Yoshiaki (chữ Nhật: 山下 义 韶, sinh ngày 16 tháng 2 năm 1865 - ngày 26 tháng 10 năm 1935) là người đầu tiên đạt đai đỏ Judo (jūdan) của hệ phái Kodokan judo. Ông cũng là một nhà tiên phong trong việc truyền bá judo tại Hoa Kỳ và là sư phụ Judo của Tổng thống Hoa Kỳ Theodore Roosevelt.

## Tiểu sử
Yamashita đã được sinh ra tại Kanazawa, Ishikawa, Nhật Bản. Cha ông thuộc tầng lớp samurai. Khi còn bé, Yamashita được đào tạo võ thuật Nhật Bản truyền thống tại trường ryū Yōshin và Tenjin Shin'yō-ryū jujutsu. Tháng 8 năm 1884, ông gia nhập võ đường Kodokan judo của Jigoro Kano (嘉纳 治 五郎) và là thành viên 19 của trường này. Ông bắt đầu bằng cấp độ đai đen (Shodan) sau đó không ngừng thăng tiến sau đó trở thành tứ hộ pháp của trường cùng với Tsunejiro Tomita, Yokoyama Sakujiro, và Saigō Shiro. Trong những năm 1890, công việc của ông bao gồm giảng dạy judo tại Học viện Hải quân Đế quốc Nhật Bản và Đại học Đế chế Tokyo Imperial (đại học Tokyo hiện đại). Sau đó ông sang Mỹ và dạy Judo.